# بیرکنهوردت
بیرکنهوردت (به آلمانی: Birkenhördt) یک شهر در آلمان است که در زودلیشه واینشتراسه واقع شده‌است. بیرکنهوردت ۷۰۸ نفر جمعیت دارد.